# 에드워드 6세
에드워드 6세(Edward VI, 1537년 10월 12일 - 1553년 7월 6일)는 튜더가의 잉글랜드 국왕이다. 당시 잉글랜드의 군주는 아일랜드의 국왕을 겸했기 때문에 에드워드 6세 역시 두 왕국의 군주로 재위하였다.
1537년 10월 12일 헨리 8세와 제인 시모어 사이에서 헨리 8세가 그토록 고대하던 아들로 태어났다. 에드워드 6세가 태어난 시기 잉글랜드 교회는 이미 수장령으로 로마 가톨릭교회에서 분리되어 있었기 때문에, 에드워드 6세는 태어나면서 부터 개신교로서 자란 잉글랜드의 첫 군주였다. 1547년 2월 20일 아홉살의 나이로 즉위하여 재위 기간 동안 실제 통치는 섭정에 의해 이루어졌다. 초기 섭정은 외삼촌이었던 서머싯 공작가의 에드워드 시모어이었고 그가 동생 토머스 시모어과 권력 암투 끝에 몰락한 뒤로는 노섬벌랜드 공작 존 더들리가 섭정이 되었다.
에드워드 6세 시기의 잉글랜드는 밖으로는 오랜 숙적인 스코틀랜드와 여전히 전쟁이 있었고 안으로는 반란의 위기를 겪었다. 이러한 일들은 대부분 아버지 헨리 8세 시기부터 있었던 것들의 연장이었다. 잉글랜드의 종교 개혁 역시 계속되어 잉글랜드 교회는 신학과 교리, 조직의 측면에서 점차 가톨릭과 다른 방향으로 변화하였다. 에드워드 6세 시기 잉글랜드 교회의 가장 큰 변화는 미사를 폐지하고 성공회 기도서를 출간하여 가톨릭과는 다른 전례를 시행한 것과 성직자의 독신 의무를 폐지하여 결혼을 허용한 점이었다.
1553년 에드워드 6세가 심각한 병에 걸려 점차 죽음을 피할 수 없게 되자 후계 문제가 발생하였다. 열다섯에 불과하였던 에드워드 6세는 후사가 없었고 헨리 8세 당시 만들어진 왕위계승법에 따른 후계자는 독실한 가톨릭 신자였던 메리 1세였기 때문이다. 섭정과 신료들은 메리 1세가 즉위할 경우 그간 진행되었던 종교 개혁이 무효화 되고 가톨릭으로 복귀할 것이란 점을 두려워하였다. 에드워드 6세는 유언장을 통해 왕위계승 서열을 바꾸어 제인 그레이를 자신의 후계자로 지명하였다.
그러나 직계의 왕위 계승을 부정하고 방계를 내세운 이 조치는 성공하지 못하였다. 메리 1세가 이복 동생이자 직계로서 함께 왕위계승 서열에서 제외된 엘리자베스와 함께 이스트앵글리아에서 거병하자 추밀원은 내전에 대한 두려움으로 메리 1세의 왕위 계승을 인정하였고, 제인 그레이는 즉위 9일 만에 폐위되었다.

## 출생
에드워드는 1537년 10월 12일 미들섹스의 햄프턴코트궁에서 태어났다. 아버지 헨리 8세는 후계를 이을 아들을 얻기 위해 이미 두 번이나 파혼하고 세 번째 부인으로 제인 시모어를 맞았으며, 마침내 그토록 고대하던 아들을 얻었다. 국왕뿐만 아니라 잉글랜드의 대중들도 "우리가 그토록 갈망하던" 왕자의 탄생을 축하하며 안도하였다. 헨리 8세는 첫 부인 아라곤 왕녀 카탈리나가 메리 1세를 나은 후 유산을 거듭하다 폐경을 맞자 가톨릭과의 결별을 무릅쓰며 파혼하였고, 앤 불린 역시 엘리자베스 1세를 나은 후 불화 끝에 파혼하고 처형하였기 때문에, 사람들은 세번째 왕비의 출산에 신경을 곤두세울 수 밖에 없었다. 교회는 밤 늦게까지 화톳불을 밝히고 테 데움을 부르며 축하하였고, 런던탑에서는 2천 발이 넘는 예포를 쏘았다.
제인 시모어는 "국왕 폐하와 저 사이의 합법적인 결혼으로 잉태된 왕자"의 출산을 알리는 편지를 썼고 10월 15일 세례식을 치렀다. 당시 21세였던 메리 1세가 이복 동생인 에드워드의 대모가 되었고, 엘리자베스 1세는 세례에 쓰일 성유를 들었다. 헨리 8세는 에드워드에게 가터 훈장과 함께 콘월 공작과 체스터 백작의 작위를 내려 자신의 적장자임을 선포하였다. 그러나 제인 시모어는 출산 후 산욕열에 시달리다 12일 만인 10월 24일 사망하였다. 헨리 8세는 프랑스의 프랑수아 1세에게 보낸 편지에서 아들을 얻은 기쁨과 아내를 얻은 슬픔이 함께하는 복잡한 심정을 밝혔다.

## 유년기
에드워드는 건강한 아기였고 헨리 8세는 늦둥이 아들을 너무나도 아꼈다. 그는 에드워드를 품에 안고 뛰어다녔고 발코니에서 사람들이 볼 수 있도록 아들을 들어 올리며 자랑하였다. 1538년 9월 무렵 총리인 토머스 오들리는 왕자가 건강히 자라고 있다고 기록하였고 다른 기록에서도 이 시기 에드워드는 건강하고 활달하였다고 적고 있다. 즉위 이후의 내성적 성격과 이른 나이의 사망 때문에 에드워드는 일반적으로 병약하였다고 알려져 있으나 첫 돐까지의 기록은 꼭 그렇지만은 않았다는 견해에 힘을 싣고 있다. 네 살 무렵 말라리아의 일종인 나흘 열병을 앓았고 이후로도 간혹 열병에 걸렸으나 시력이 나빴다는 점을 빼면 사망 전 반 년 동안의 병세 외에는 크게 건강을 잃지는 않았다.

1538년 한스 홀바인이 그린 1세 무렵 에드워드 6세의 초상

친모가 사망하였기 때문에 어린 에드워드 6세는 여시종장들이 보살폈다. 에드워드 6세는 훗날 자서전적인 연대기에서 스스로 "여인들 품에서 자랐다"고 표현하였다. 왕자를 위한 궁전은 측근들의 책임 아래 보안과 청결이 강조되었다. 헨리 8세는 "이 나라의 가장 귀중한 보석"인 왕자의 보호에 각별히 주의할 것을 명령하였다. 에드워드는 음유시인들을 포함한 여러 사람들의 방문을 받으며 각종 장난감에 둘러쌓인 행복한 아이로 자랐다.
정식 교육은 6세부터 시작하였으며 캐임브리지의 주교였던 리처드 콕스와 캐임브리지 대학교의 그리스어 교수였던 존 체크와 같은 인물들로 부터 당시 유럽 왕실 교육의 일반적 경우와 같이 언어, 철학, 성경, 자유 학과 등을 배웠다. 이 외에도 산술, 각국의 언어, 류트나 버니널과 같은 악기의 연주 등 다양한 분야의 학습이 이루어졌고 토머스 크랜머 등으로부터 반가톨릭과 종교 개혁의 정당성을 학습하였다. 1549년 무렵이 되자 에드워드 6세는 교황을 적그리스도로 칭하는 작문을 하게 되었다. 헨리 8세의 수장령이후 잉글랜드 교회는 가톨릭과 분리되어 개신교를 표방하였으나, 당시까지도 주교제 아래의 성직자가 미사를 거행하는 등 교리와 조직 면에서 가톨릭과 크게 다르지 않았다.
에드워드의 이복 누나인 메리와 엘리자베스 모두 동생에게 각별한 관심을 보였다. 엘리자베스는 직접 뜬 셔츠를 주기도 하였고 메리는 외국의 춤을 선보이기도 하였다. 에드워드는 메리에게 외국 춤은 맘에 들지 않는다고 하였지만, 1546년 보낸 편지에서 "누나를 가장 사랑한다"고 썼다. 헨리 8세는 앞 선 두 번의 파혼 과정에서 자신의 딸들에 대한 왕위계승권을 박탈하였다. 16세기 무렵 기독교는 가톨릭과 개신교를 막론하고 결혼을 죽음을 맞을 때까지 유지하여야 할 신성한 것으로 보았기 때문에 헨리 8세의 파혼은 공식적으로는 이혼이 아니라 결혼 무효 선언이었다. 첫 부인 카탈리나의 경우 형인 아서와 이미 결혼한 상태였기 때문에 자신의 결혼은 무효라 주장하였고, 앤 불린의 경우 결혼 무효를 주장하기 위해 간통죄와 반역죄를 씌웠다. 그 결과 장녀인 메리와 차녀인 엘리자베스 모두 정상적인 결혼에 의한 자녀로서 인정되지 않았고 결국 왕위계승권도 박탈된 상태였다.
1543년 헨리 8세는 자신의 뒤를 이을 에드워드가 무사히 잘 자라자 마음이 누그러졌다. 새로 맞이한 왕비인 캐서린 파가 딸들과의 화해를 권하자 헨리 8세는 그간 자신의 처사가 정당했음을 인정하는 조건 아래 두 딸의 왕위계승권을 복권시켰다. 이미 장자인 에드워드가 후계를 이을 것이 분명하다고 여겼기 때문이다. 에드워드는 새어머니인 캐서린 파를 잘 따랐다. 1546년 9월 캐서린 파에게 보낸 편지에서 에드워드는 자신이 "말로 다 할 수 없는 은혜"를 받았다며 "가장 사랑하는 어머니"라 불렀다.
헨리 8세는 유수한 귀족 가문의 자재들을 불러모아 에드워드와 함께 교육받고 놀 수 있도록 하였다. 외사촌 윌리엄 시드니는 훗날 당시의 에드워드가 "온화하고 관대한 아이"였다고 회상하였다. 헨리 8세는 왕자의 방을 플랑드르의 값비싼 태피스트리로 꾸미고 온갖 보석으로 치장된 식기를 들였으며 자신의 취향에 따라 왕자 역시 군대의 지휘관처럼 외양을 꾸미게 하였다. 헨리 8세는 에드워드에게 각종 보석과 금으로 장식된 단검을 차도록 하였다. 에드워드 역시 이러한 아버지의 열망을 물려받아 1547년 스스로 작성한 연대기에서 특히 전쟁과 관련한 모험 이야기를 열성적으로 기록하였다.

### 거친 구애
잉글랜드와 스코틀랜드는 오랜 숙적이었고 늘 무력 충돌이 끊이지 않았다. 헨리 7세는 자신의 딸 마거릿 튜더를 스코틀랜드의 제임스 4세와 혼인시켰으나 이후로도 두 나라의 전쟁은 계속되었다. 1542년 11월 솔웨이 모스 전투에서 잉글랜드가 승리하자 이 패배로 신경쇠약에 빠진 제임스 5세가 결국 사망하고 태어난 지 1주일에 불과하였던 스코틀랜드의 메리가 왕위를 계승하였다. 헨리 8세는 아버지인 헨리 7새의 전례를 따라 에드워드와 스코틀랜드의 메리를 결혼시켜 잉글랜드가 패권을 쥔 가운데 두 왕국의 갈등을 종결시키고자 하였다. 스코틀랜드는 헨리 8세의 결혼 제안을 받아들였고 1543년 7월 1일 약혼이 선포되었지만, 헨리 8세가 갖난아기였던 여왕을 볼모로 삼기 위해 잉글랜드로 보내라 요구하자 스코틀랜드는 이를 거부하고 프랑스와 동맹을 맺었다. 1544년 4월 헨리 8세는 격분하여 자신의 측근이자 에드워드의 외삼촌인 하트퍼드 백작 에드워드 시모어에게 "에든버러를 불태우라"고 명령하였다. 이로서 잉글랜드의 침공이 다시 시작되었고 두 국가는 피비린내 나는 전투를 치렀다. 결혼을 요구하는 군사 작전이었다는 의미에서 "거친 구애"라 불리는 이 사건은 두 국가 사이의 적대적 감정을 더욱 키웠다. 잉글랜드는 결국 에든버러를 불태우며 군사적 승리를 거두었지만, 이 사건으로 스코틀랜드는 더욱 잉글랜드를 경계하고 프랑스와 동맹을 강화하였기 때문에 헨리 8세의 의도는 실현되지 못하였다.:297

## 즉위

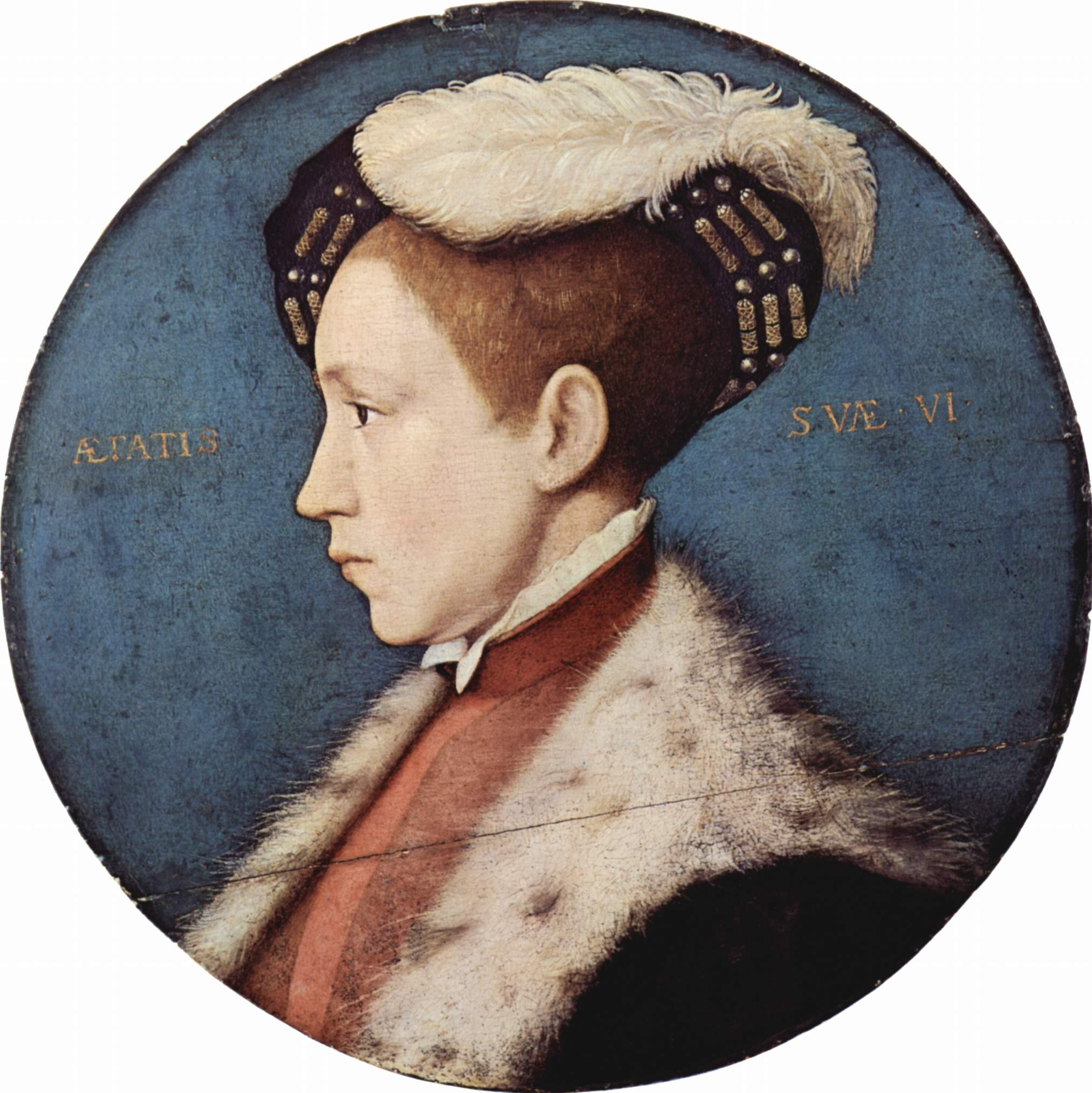
1543-46년 무렵의 에드워드 6세 초상. 작자 미상.

1547년 1월 10일 에드워드 6세는 아버지 헨리 8세와 계모 캐서린 파에게 새로운 초상화 제작에 감사하는 편지를 썼다. 1월 28일 헨리 8세가 사망하였으나 측근인 에드워드 시모어와 윌리엄 페짓은 후계 문제가 원활히 정리될 때까지 국왕의 붕어를 공표하지 않기로 하였다. 당시 에드워드 6세는 누나 엘리자베스와 함께 하트퍼드에 있었고 에드워드 시모어는 기병경 앤서니 브라운과 함께 하트퍼드에 가 유언장을 낭독하고 에드워드 6세를 엔필드로 옮기게 하였다.
1월 31일 의회에서 헨리 8세의 사망과 에드워드 6세의 승계가 발표되었다. 에드워드 6세는 전통적 관레에 따라 대관식 준비를 위해 런던탑으로 옮겨졌고 템스강에 정박해 있던 선박들과 런던탑에서는 수 많은 예포를 쏘며 새 국왕을 맞이하였다. 이틑날 주요 귀족들이 에드워드 6세를 알현한 가운데 당시 아홉살이었던 새 국왕을 대신하여 정치를 담당할 섭정인 호국경으로 에드워드 시모어가 지명되었다. 헨리 8세는 자신의 유언에 따라 2월 16일 윈저성에 안장된 제인 시모어의 무덤 옆에 묻혔다.
2월 19일 에드워드는 헨리 6세의 전례에 따라 런던탑에서 웨스트민스터 사원까지 행진하였다. 헨리 6세도 여덟 살의 나이에 대관식을 치렀기 때문이다. 이튿날 2월 20일 에드워드 6세는 웨스트민스터 사원에서 대관식 거행하였고 새 국왕이 어렸기 때문에 너무 기나긴 의식에 지쳐 주의가 흩으러지면 국왕의 위엄에 누가 될 것이라는 이유로 일부 의식이 생략되고 단축되어 진행되었다. 대관식을 마친 에드워드 6세는 세인트폴 대성당 밖에 마련된 서커스 공연을 관람하였다. 에드워드는 자신의 연대기에서 "수 많은 장난감과 공들을 들고 줄을 타는 스페인 광대"를 보았다고 기록하였다.
캔터배리 대주교 토머스 크랜머는 에드워드 6세를 성경 속 요시아에 빗대었다. 요시아는 여덟 살에 왕위에 올라 당시 종교를 개혁한 인물이다. 크랜머는 어린 나이에 즉위하는 새 국왕 역시 종교 개혁을 이루기를 기원하며 "당신의 주관 아래 로마 주교의 폭정이 물러나고 우상들이 치워질 것"이라 축원하였다. 대관식 이후 이어진 연회에서 에드워드 6세는 왕관을 머리에 쓴 채 식사하였다고 한다.

## 서머싯 공작 섭정기

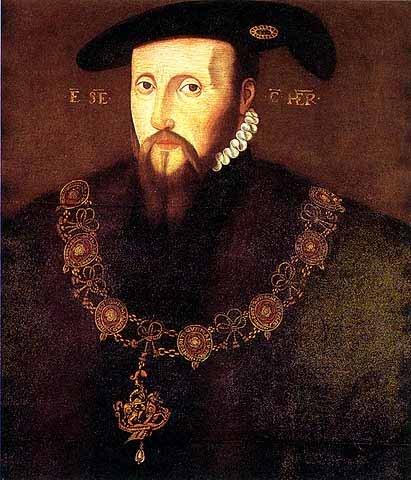
서머싯 공작 에드워드 시모어

헨리 8세는 16 명의 신료를 자신의 유언을 집행할 고명대신으로 삼아 에드워드 6세가 18세에 이를 때까지 섭정이 통치하도록 하였다. 고명대신들 가운데 열둘은 헨리 8세의 추밀원에 소속된 측근들이었다. 당시 헨리 8세의 궁정은 두 개의 파벌로 나뉘어 있었고 그 중 하나였던 노퍽 공작 토머스 하워드는 반역죄로 런던탑에 갖히고 재산이 몰수된 상태였다. 이에 따라 에드워드 시모어가 권력의 핵심에 접근할 수 있었는데 당시부터 헨리 8세의 유언장은 이들이 가필한 것이라는 소문이 돌았다. 실제 헨리 8세의 유언장에는 호국경에 대한 지명이 없고 고명대신들의 협의에 따라 국정을 운영할 것을 당부하고 있다. 사실이 어떻든 에드워드 시모어는 서머싯 공작의 작위를 받고 호국경으로서 섭정이 되었다.
나이 어린 국왕을 대신할 섭정으로 호국경을 임명하는 것은 이미 전례가 있었기 때문에 서머싯 공작의 섭정에 대한 큰 반발은 없었고, 새로 호국경이 된 서머싯 공작 에드워드 시모어는 스코틀랜드와 프랑스에 대한 군사적 대립에서 자신의 능력을 보일 수 있었다. 1547년 3월 서머싯 공작은 사실상 군주의 권한을 모두 행사하는 면허를 승인받았다. 그는 그저 추밀원의 결정에 서명만 하는 위치에 머무를 생각이 없었고 자신의 정책을 공표하고 추진하였다.
서머싯의 섭정 통치는 큰 난관 없이 이루어졌지만 당시 신성 로마 제국의 런던 주재 대사였던 프랑수아 반데르 델프트는 로버트 더들리의 부상을 이미 에상하고 있었다. 그러나 표면적으로 서머싯 공작에 대한 반대자는 총리였던 토머스 라이어서슬리 뿐이었는데 종교적으로 보수적이었던 그는 섭정이 종교 정책까지 관여하는 것은 월권이라고 비판하였고, 결국 해임되었다. 서머싯 공작 에드워드 시모어는 자신이 결정한 사항을 어떻게든 밀어부쳐야 직성이 풀리는 강박적 성격으로 정서가 불안하였고 이는 결국 몰락의 원인으로 작용하였다.:297

### 토머스 시모어
에드워드 시모어의 섭정 통치에 가장 큰 골칫거리는 동생인 토머스 시모어였다. 그는 노골적으로 형 에드워드 시모어의 권력을 질시하여 "싹 속의 벌레"로 묘사되었다. 토머스 시모어는 에드워드 시모어를 대신하여 자신이 섭정의 자리를 차지하려는 욕망을 숨기지 않았다. 에드워드 시모어는 동생에게 남작의 작위를 내리고 추밀원의 의원으로 임명하는 등 회유하고자 하였으나 이러한 조치들은 토머스 시모어의 야망만 부추길 뿐이었다. 토머스 시모어는 어린 국왕에게 따로 용돈을 주며 형이 너무 인색하여 국왕을 "거지 왕"으로 만들고 있다고 비난하였고 에드워드 6세에게 2년 내에 친정에 나서길 촉구하였다. 1547년 봄 헨리 8세의 계비였던 캐서린 파와 결혼한 토머스 시모어는 당시 열세살이었던 엘리자베스와 갖 열한살이 된 제인 시모어를 자신의 집으로 불러들여 후견인을 자처하였다.
1548년 여름 캐서린 파가 임신한 사이 토머스 시모어는 엘리자베스에게 성적으로 접근하였다. 캐서린 파는 처음에 남편의 행동이 어린 아이에 대한 장난인 것으로 여겼으나 어느날 토머스 시모어가 엘리자베스를 끌어안고 있는 모습을 발견하자 엘리자베스를 앤서니 데니의 집으로 옮기도록 하여 이 사태를 마무리지었다. 그해 9월 캐서린 파는 딸 메리를 낳고 산욕열을 앓다 사망하였다. 토머스 시모어는 캐서린 파의 장례가 치러지기 무섭게 엘리자베스에게 편지를 보내 자신과 결혼할 것을 종용하였으나 엘리자베스는 왕위계승권자로서 자신의 혼인은 의회의 승인이 필요하다는 구실로 이를 거부하였다. 그러자 토머스 시모어는 어린 제인 그레이에게 접근하기 시작하였고 섭정인 에드워드 시모어는 더 이상 동생을 방관할 수 없게 되었다. 1549년 1월 토머스 시모어는 왕족과 결혼을 통한 권력 찬탈 시도 혐의와 함께 조폐국 업무를 하며 횡령을 저질렀다는 혐의로 기소되었고 1549년 3월 20일에 참수형을 당했다.

### 전쟁
에드워드 시모어는 자타가 공인하는 유능한 지휘관이었고 스코틀랜드와의 전쟁에서 진가를 유감없이 발휘하였다. 1546년 프랑스가 당시 잉글랜드의 영토였던 칼레 주변의 불로뉴를 공격하자 이를 훌륭하게 방어해 내었으며 1547년 9월 스코틀랜드군에 압도적 승리를 거둔 뒤 아예 스코틀랜드를 정복하여 합병하려는 계획을 세웠다. 그러나 에드워드 시모어의 이러한 계획은 오히려 스코틀랜드가 프랑스와 동맹을 맺으며 반발하는 결과를 불러왔다. 스코틀랜드는 여왕 메리가 프랑스의 황태자인 프랑수아와 약혼하여 동맹을 굳건히 하면서 잉글랜드에 저항하였고 잉글랜드는 언제라도 반격이 있을 수 있는 스코틀랜드의 정복지에 상시적으로 군대를 주둔시켜야 하였기에 막대한 재정을 소모하였다. 1549년 8월 프랑스가 재차 블로뉴를 공격하자 에드워드 시모어는 철군할 수 밖에 없었다.

### 반란
양은 온순한 동물이지만 잉글랜드에서는 인간을 잡아 먹는다.
 — 토머스 모어의 《유토피아》에서
16세기 무렵 잉글랜드의 사회 문제는 잉글랜드의 종교 개혁에 따른 갈등과 대지주들이 그간 공용으로 사용하던 토지에 울타리를 두르는 인클로저로 인한 지역 농민들의 빈곤 악화였다. 둘은 모두 잉글랜드에 강력한 반발을 유발하였으며 결국 반란으로 이어졌다. 1549년 콘월과 데번에서는 종교 개혁에 반대하는 기도서 반란이 일어났고, 노퍽에서는 인클로저에 반발한 케트의 난이 일어났다. 대지주들은 자신이 소유한 토지는 자신의 의사에 따라 이용하고 처분할 수 있다고 생각한 반면, 소작농들은 중세부터 이어져 온 관례에 따라 공유지로 이용되던 땅마저 울타리를 두르는 것은 불법이라 여겼고, 당시 잉글랜드는 이에 대한 법률이 모호하였기 때문에 인클로저를 둘러싼 갈등은 종종 유혈 사태로 비화하였다.
서머싯 공작 에드워드 시모어는 인클로저에 반발하는 농민에 대해 모순적인 태도를 보여 사태를 키웠다. 그는 한편에서는 공유지 침해 등의 민원에 대해 조사관을 파견하여 농민들의 주장을 받아들이는 듯한 모습을 보이면서도 다른 편으로는 지주의 권리 주장 역시 인정하여 사실상 사태를 방관하였다. 인클로저 문제에 대한 조사 책임자 존 헤일스는 이를 종교와 연관지어 복음주의적 가치관을 헤치며 공동체를 파괴하는 행위라 보고하였는데 그의 이러한 판단은 일부 지역에서 국왕이 울타리 파괴를 지지하는 것으로 받아들여졌고 에드워드 역시 자신의 연대기에서 케트의 난이 "울타리 파괴에 대한 허가"로 시작되었다고 적었다.
인클로저에 대한 반발이 봉기로 이어지자 서머싯 공작은 결국 반란을 무력으로 진압하였고 케트는 런던탑에 가두어졌다가 교수형에 처해졌다. 그러나 중앙정부의 불분명한 태도는 잉글랜드 각지에서 비슷한 사태를 불러왔고 지방정부는 소요를 진압할 여력이 부족하여 인클로저로 인한 각지의 소요 사태는 이듬해까지도 계속되었다.:297

### 서머싯 공작의 몰락
인클로저를 둘러싼 소요 사태 진압 과정에서 보인 서머싯 공작의 무능은 결국 몰락의 단초가 되었다. 고명대신 가운데 하나였던 패짓은 에드워드 시모어에게 "우리 모두 당신의 집행 방식이 마음에 들지 않았지만 그에 따랐으나 이제는 다른 이들이 두려움을 느낄 수 있도록 보다 엄정한 집행이 있어야 한다"는 편지를 보냈다. 이로서 서머싯의 지위는 매우 불안한 상태가 되었고 결국 존 더들리가 쿠데타에 준하는 행동을 할 여지를 주었다.
1549년 10월 1일 자신의 지위가 심각한 위협을 받고 있다고 느낀 에드워드 시모어는 국왕을 윈저성으로 옮기고 권력을 유지하고자 하였다. 당시 에드워드 6세는 "내가 감옥에 갖혀 있는듯 하다"고 기록하였다. 한편 추밀원과 의회는 에드워드 시모어의 섭정 지위가 헨리 8세의 지명이 아닌 자신들의 추대에 의한 것임을 분명히 밝히면서 섭정의 지위를 박탈하였다. 10월 11일 에드워드 시모어가 체포되고 윈저성에서 사실상 연금 상태에 있던 에드워드 6세는 리치먼드궁으로 돌아왔다. 에드워드 6세는 그간 서머싯 공작이 보인 독단적인 통치에 대한 불만이 컸다.
1550년 2월 워릭 백작 존 더들리가 새로운 권력자로 떠올라 섭정의 자리를 이었다. 서머싯 공작은 런던탑에서 석방된 뒤 재기를 꿈꾸며 더들리를 실각시키고자 하였으나 실패하였고 결국 1552년 1월 국사범으로 처형되었다. 일부에서는 에드워드 시모어의 실각이 내심 엔클로저에 대해 스스로도 반감을 가지고 있었기 때문에 농민을 대변하고자 하였으나 기득권층인 다른 귀족들에게 축출되었다는 평가가 있지만 그저 자신의 독단적 결정을 고집할 뿐 내란 대처에 무능하였던 냉담한 통치자였다는 평가도 있다.

## 노섬벌랜드 공작 섭정기

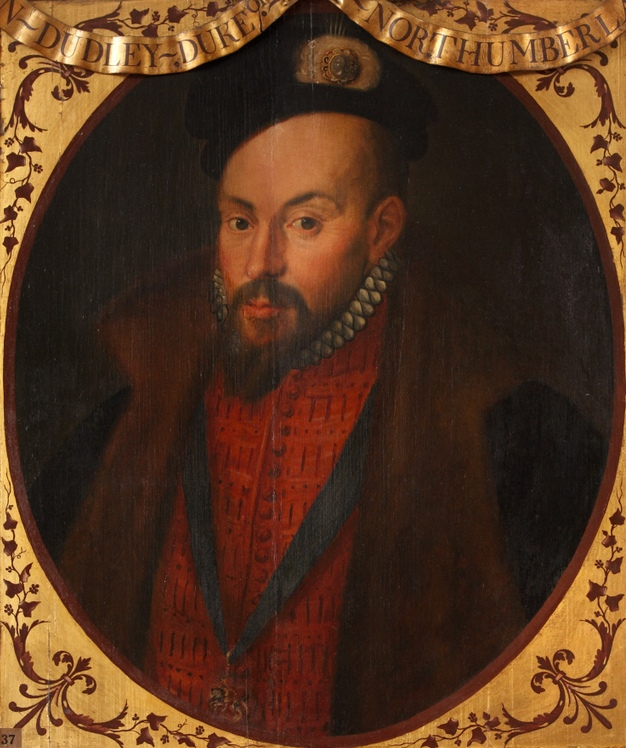
노섬벌랜드 공작 존 더들리

1550년 존 더들리는 노섬벌랜드 공작의 작위를 받고 새 섭정이 되어 실권을 잡았다. 그는 탐욕스럽고 국왕을 쥐고 흔든 인물로 묘사되지만 서머싯 공작과 달리 현실적인 국정 장악 능력을 지니고 있었다. 에드워드 시모어가 실각하자 신성 로마 제국의 카를 5세는 이 기회를 틈타 잉글랜드의 종교 개혁을 무효화하고 자신들의 영향력을 강화하기 위해 추밀원의 만장일치제 운영을 지지하였지만 새롭게 집권한 존 더들리는 국왕이 이미 충분히 판단할 나이에 이르렀다며 이를 거부하고 자신이 섭정으로서 실권을 쥐는 추밀원 운영을 고수하고 종교 개혁을 계속하여 추진하였다. 종교 면에서 보수적이었던 패짓은 신성 로마 제국과 협조하여 왔으나 불로뉴를 고 계속되는 프랑스와의 갈등에서 신성 로마 제국이 잉글랜드의 이익을 옹호하지 않을 것이 분명해지자 더들리의 편으로 돌아섰다. 1552년 1월 14일 실각한 에드워드 시모어를 국사범으로 처형한 뒤 존 더들리는 명실 상부한 잉글랜드의 실권자가 되었다. 존 더들리는 비록 호국경의 칭호를 받지는 않았으나 명백한 정부의 수장이었다.
에드워드 6세가 얼마나 정무에 관여했는 지는 확실하지 않지만 최소한 더들리의 보고에 대해 자신의 판단을 이야기 할 수 있는 정도는 되었다고 여겨진다. 에드워드 6세가 열네살이 되었을 때 세워진 왕실자산 관리위원회의 위원은 에드워드 6세가 직접 임명하였다. 에드워드 6세는 추밀원의 윌리엄 세실과 윌리엄 피터 등의 인물로 부터 정부의 운영 상황을 정기적으로 보고받았다. 에드워드 6세의 의지가 직접적으로 반영된 것은 종교 정책으로 그는 강력한 개신교 정책의 추진을 원했다.
서머싯 공작 에드워드 시모어가 자신의 결정을 먼저 공표하고 정부가 이를 추진하도록 하였던 데 반해 노섬벌랜드 공작 존 더들리는 보다 은밀하고 치밀한 방법을 선호하였다. 그는 먼저 실무 담당자에게 자신의 의중을 전하고 공식적으로는 실무 담당자의 건의를 채택하는 방법을 취함으로서 정부를 보다 효율적으로 통제할 수 있었다. 추밀원의 의원들에게도 같은 방법을 사용하여 미리 의견을 통제하였기 때문에 더들리의 권력은 시모어에 비해 더욱 견고하게 유지될 수 있었다. 역사가 존 가이는 "시모어와 마찬가지로 더들리 역시 왕과 다를 바 없는 권력을 쥐었으나 시모어가 왕의 권위를 무시하는 태도를 보인데 반해 더들리는 외견상 철저히 국왕을 받드는 모습을 보였다"고 평가한다.

대외 관계에서 더들리는 재정 소모를 줄이기 위한 실용적 노선을 취했는데 스코틀랜드에 주둔한 군대를 철수 하고 프랑스와도 화친을 맺어 블로뉴 방어를 위한 비용을 아낄 수 있었다. 1551년 에드워드 6세는 프랑스 앙리 2세의 딸인 발루아의 엘리자베트와 약혼하여 양국 화친의 증표로 삼았다. 프랑스는 이에 대한 답례로 에드워드 6세에게 생 미셸 훈장을 수여하였다. 더들리는 지역의 반란에 대한 진압과 통제의 책임을 지방정부에 맡겨 중앙군 유지 비용을 줄였다. 이로서 잉글랜드는 재정 지출 압박을 줄일 수 있게 되었지만, 훗날 지방 영주들이 국왕에 대항하여 봉기할 때 이를 진압할 중앙군이 마땅치 않은 결과를 가져오게 된다.
악화가 양화를 구축한다.
 — 토머스 그레셤
더들리의 정책은 이렇듯 심각한 적자 상태였던 재정의 회복에 집중되었으나 국고의 빠른 회복을 위해 화폐의 가치를 떨어트리는 질적저하의 유혹을 피할 수는 없었다. 당시 잉글랜드의 화폐는 은에 주로 구리 등의 다른 금속을 일정량 섞은 합금인 스털링 실버로 주조되었는데, 더들리는 은의 함량을 낮추어 액면가 보다 실질가치가 낮은 "악화"를 발행하였다. 화폐 가치의 질적 저하는 결국 경제 위기를 불렀고 더들리는 토머스 그레셤에게 경제 문제의 주도권을 넘겨줄 수 밖에 없었다. 그레셤은 악화가 유통되면 정상적 실질 가치를 지니는 "양화"는 무단으로 녹여져 은이 추출될 것이 때문에 "악화가 양화를 구축한다"고 경고하였다. 1552년 무렵이 되자 다시 주화의 신뢰가 회복되면서 경제 위기 상황은 개선되기 시작하였지만, 이 때 일어난 경제 문제는 이후 엘리자베스 1세의 치세에 이르기까지 잉글랜드의 고질적 문제로 남게 되었다. 더들리는 재정 문제 극복을 위해 대대적인 재무 조사에 착수하여 횡령을 단속하고 세무 업무를 개혁하였다. 헛점이 많던 근대 이전의 국가라는 점을 감안할 때 이는 매우 뛰어난 성과를 보였고 "튜더 왕조 정부의 가장 뛰어난 업적 가운데 하나"로 불린다.

### 종교 개혁

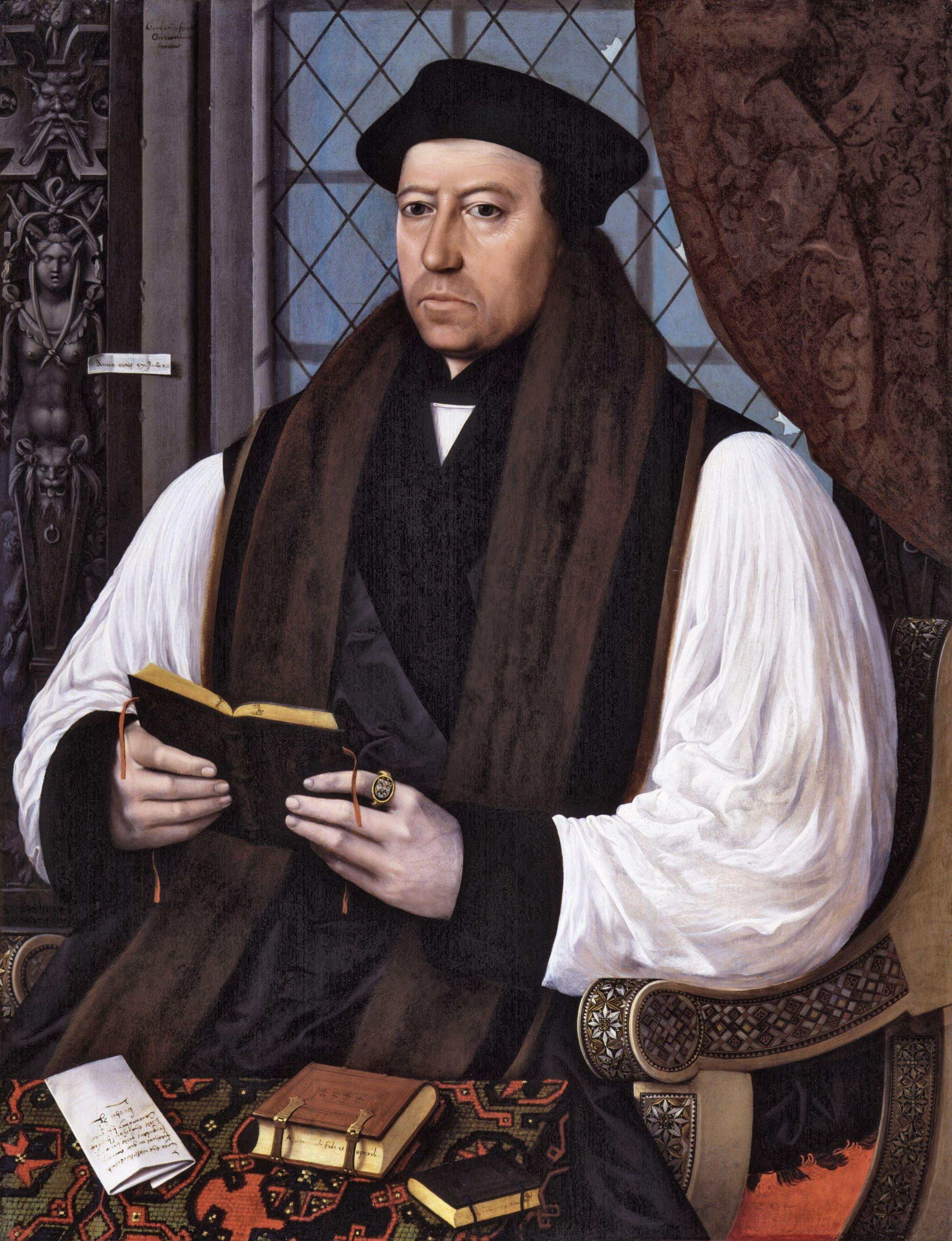
캔터베리 대주교 토머스 크랜머. 에드워드 6세 시기 종교 개역에 큰 영향력을 행사하였다.

노섬벌랜드 공작 존 더들리의 정부는 종교 개혁에 대해서는 이전 서머싯 공작의 정책들 계승하여 개신교화 정책을 강행하였다. 나이 어린 군주였던 에드워드 6세는 정부에 대해서는 별다른 영향력이 없었으나 잉글랜드 교회의 개신교화에 대해서는 열정적인 의지를 드러냈다. 에드워드 6세는 아버지 헨리 8세 시기부터 로마 교황정에 대한 격하와 잉글랜드 교회 분리의 정당성에 대해 철저히 교육받고 자랐기 때문에 그저 "로마의 주교"에 불과한 교황이 잉글랜드 교회에 대한 관할권을 주장하는 것에 결코 동의할 수 없었다. 그는 헨리 8세 시기 이미 한 차례 진행된 바 있는 수도원 해체와 교회 재산 몰수 및 불하를 재개하여 왕실과 측근의 자산을 불렸다. 당시 유럽에서 가톨릭 교회는 어느 나라를 막론하고 가장 큰 토지를 소유한 지주이기도 하였기 때문에 에드워드 6세의 이러한 정책은 종교적일뿐만 아니라 매우 정치적 사안일 수 밖에 없었다. 에드워드 6세 시기 말이 되면 잉글랜드 교회가 소유하고 있던 토지의 대부분은 이미 불하가 완료되어 새로운 주인이 생겼다.
헨리 8세의 수장령은 자신의 파혼을 허락하지 않는 교황청에 대한 반기에서 출발하였기 때문에 잉글랜드 교회의 조직이나 신학은 가톨릭과 그다지 다를 바가 없었다. 그러나 일단 교회의 분리 독립이 선언되자 잉글랜드 교회 역시 루터교회나 칼뱅주의와 같은 개신교의 일원으로 여겨졌다. 서머싯 공작이나 노섬벌랜드 공작의 개인적 신앙이 어떠하였는 지는 의견이 분분하지만, 태어날 당시 이미 잉글랜드 교회의 분리 독립이 이루어져 있었고 자라면서 철저히 개신교적 종교 교육을 받은 에드워드 6세는 종교 개혁에 매우 강한 의지를 지니고 있었다. 훗날 존 폭스는 에드워드 6세를 "경건한 임프"라 부르며 그의 종교개혁에 대한 열정을 기렸다.
에드워드 6세는 재위 기간 동안 종종 요시아로 묘사되었다. 구약성경에 등장하는 요시아는 여덟살의 나이에 즉위하여 바알의 우상을 파괴한 인물이다. 아주 어릴 때부터 기독교적 경건함을 중요한 덕목으로 배운 에드워드 6세는 이복 누나인 메리가 기독교인 답지 않은 외국의 춤과 노래를 즐기지 못하도록 해야 한다고 캐서린 파에게 요청할 정도였다. 그러나 현재 남아있는 기록들은 에드워드 6세의 뒤를 이은 메리 1세의 가톨릭 복귀 시도 때 억압받은 개신교도들의 것이 주를 이루고 있어 실제 보다 과장되게 에드워드 6세의 경건함을 부풀린 측면이 있다.
잉글랜드의 종교 개혁은 헨리 8세 시기부터 전통적 가치는 보존되어야 한다는 전통주의자와 성상 파괴 운동과 함께 급진적 개혁을 주장한 열성주의자들의 양 갈래가 함께 진행되었다. 헨리 8세의 개인적 이유로 촉발되었다고 하더라도 잉글랜드에서 종교 개혁이 확산될 수 있었던 요인에는 가톨릭에 대한 비판과 함께 유럽 전역에서 진행중이던 종교 개혁이 잉글랜드에서도 이미 뜨거운 영향을 미치고 있었기 때문이다. 1549년 캔터베리 대주교 토머스 크랜머는 그 동안 라틴어로 진행되던 전례를 영어를 사용하도록 한 통일전례법의 재정을 주도하였다. 그러나 이를 통해 만들어진 성공회 기도서는 종교 개혁의 양 갈래 모두에게 불만이었는데, 성찬을 양 손으로 높이 드는 의식을 삭제한 것은 전통주의자들에게 큰 불만 사항이었고, 전례에 여전히 가톨릭적 의식이 많이 남아 있다는 것은 열성주의자들의 공격을 받았다. 한편 잉글랜드 교회의 주교들 상당수는 여전히 가톨릭을 고수하고자 하였고 새 공동기도서에 반발하다 투옥되었다. 이는 대중들도 마찬가지여서 1549년 기도서 반란으로 5천5백 명 이상의 사람들이 목숨을 잃었다.
잉글랜드 교회는 전례뿐만 아니라 신학에 있어서도 가톨릭과 다른 길을 걷기 시작하였다. 성직자의 특권적 지위를 부정하고 평신도가 직접 신과 소통할 수 있다는 오직 믿음과 같은 개신교 신학이 채택되었고 1550년 포고는 성직자가 이끄는 전례를 가톨릭의 "산 자와 죽은 자를 위한 미사"가 아니라 복음을 전파하고 성찬을 나누는 예배라고 규정하였다. 잉글랜드 교회의 개혁은 해를 거듭하며 계속되어 전례에서 무릎을 꿇는 의식이 삭제되었고 1551~52년 사이 더 명시적인 문구로 교회법을 개정하여 공동기도서를 다시 편찬하였다. 특히 성찬례에서 실제 그리스도의 몸과 피가 임재한다는 가톨릭의 화체설을 부정하여 사실상 미사를 폐지하였다. 잉글랜드 국교회의 화체설 부정은 훗날 형벌법과 심사율과 같은 비국교도 억압 제도의 기준으로 작용하였다. 
잉글랜드 교회는 조직면에서 주교제를 유지하여 여전히 주교가 교구를 관할하였으나 성직자의 독신 의무는 폐지하여 결혼을 허용하였다. 이로서 잉글랜드 교회는 단순하게 로마 교황청의 관할을 받지 않는 독자적 교회를 뛰어 넘어 신학 면에서도 차이를 분명히 하는 독자적 기독교 교파로 자리잡기 시작하였다. 그러나 크랜머의 개혁은 에드워드 6세 사망 이후 메리 1세가 즉위하면서 중지되었다.

### 약혼
1550년 열세살이 된 에드워드 6세는 프랑스의 발루아의 엘리자베트와 약혼하였다. 당시까지 잉글랜드의 대외 관계는 스코틀랜드와 프랑스를 대적하며 신성 로마 제국과 동맹하는 것이었는데, 신성 로마 제국은 저지대를 놓고 프랑스와 대립하고 있었고 잉글랜드는 칼레를 놓고 프랑스와 대립하고 있었기 때문이다. 더즐리는 이 결혼 동맹으로 그 동안의 동맹관계를 바꾸고자 하였고 프랑스로서도 후방에 대한 걱정없이 저지대에 집중할 수 있었기 때문에 비밀리에 추진되었다. 그러나 양국의 협상은 교황청에서 알게되었고 교황 율리우스 3세는 파문 상태인 잉글랜드와 결혼을 추진하면 프랑스의 앙리 2세와 엘리자베트 역시 파문될 것이라 위협하였다. 프랑스는 교황의 위협에도 아랑곳 않고 결혼을 추진하며 지참금의 규모를 20만 에키로 합의하였으나 에드워드 6세가 사망하여 성사되지 못하였다.

## 사망
에드워드 6세는 1553년 2월 병에 걸렸고 몇 차례의 호전과 악화를 거듭하다 6월 무렵 가망없는 상태에 이르렀다. 에드워드 6세는 오른쪽 폐에 심한 고통을 느꼈고 발열과 각혈을 보였다. 당시 의사들은 폐에 종양이 생긴 것으로 판단했지만 베네치아 대사는 폐결핵에 걸린 것으로 본국에 보고하였다. 에드워드 6세는 지난 해인 1552년에도 홍역을 앓았기 때문에 면역력이 매우 약해진 상태였다. 오늘날의 관점에서 볼 때 에드워드 6세의 질병은 감염에 의한 폐렴이 적절한 치료가 없어 폐농양과 패혈증으로 악화된 것으로 보인다. 오랜 기간 극심한 고통을 겪자 에드워드 6세는 자신의 개인 교사였던 존 케이크에게 "차라리 죽게 되어 기쁘다"고 속삭였다고 한다.
당시 왕위계승서열은 1543년 헨리 8세가 규정한 계승법에 따라 에드워드 6세의 자녀들에게 우선 순위가 주어졌지만 열여섯 살의 어린 군주가 자녀 없이 사망하게 됨에 따라 남매인 메리와 엘리자베스가 차례로 계승 순위를 지니고 있었다. 더즐리와 추밀원은 독실한 가톨릭 교도인 메리가 즉위할 경우 그간의 종교 개혁을 무위로 돌릴 것이 분명하였으므로 이를 회피하기 위해 왕위계승법을 변경하였다. 에드워드 6세는 자필로 작성한 유언장에서 직계인 메리와 엘리자베스 모두를 배재하고 방계인 제인 그레이를 지명하였는데 에드워드 6세 역시 가톨릭에 대한 반감이 크기는 하였으나 자신의 온전한 의사라기 보다는 더들리의 의견을 따른 것으로 보인다. 한편 더들리는 에드워드 6세의 사망이후 자신의 지위를 유지하기 위해 제인 그레이를 자신의 아들과 서둘러 혼인시켰다.
에드워드 6세의 유언장은 헨리 8세가 아라곤 왕녀 카탈리나와 앤 불린과의 결혼을 무효로 선언하였으므로 그 자녀인 메리와 엘리자베스 역시 적자가 아닌 서자일 뿐이기 때문에 계승권이 없다는 논리를 폈지만, 이미 십여 년 전 복권된 계승 서열을 무위로 돌리기엔 무리가 있었다. 에드워드 6세의 사망이 기정 사실로 굳어지자 각국의 대사들은 잉글랜드 왕위의 향방을 점치며 본국에 보고하였다. 이들은 잉글랜드의 압도적 다수가 직계 계승을 지지하는 분위기를 전하면서도 사망전 공표된 유언장이 확고하게 제인 그레이를 지명하고 있기 때문에 별다른 이변 없이 왕위가 계승될 것이라 예측하고 있었다. 현대에 이르기까지 제인 그레이를 후계로 지명한 것은 더들리가 주도한 음모라는 것이 일반적 견해이지만 20세기 후반 이후 에드워드 6세의 능동성을 재평가하며 국왕의 강력한 의지도 한 몫하였다는 평가가 있다. 실제 유언의 작성과 추진에서 더들리의 영향은 매우 컸지만 에드워드 6세 역시 최소한 메리를 후계에서 제외하는 것에 동조하였기 때문에 방계의 계승 지명이 가능했다는 것이다.
1553년 7월 6일, 에드워드 6세는 재위한 지 6년 만에 16살의 나이로 병사하였다. 훗날 존 폭스는 에드워드 6세가 "피곤합니다. 주님 제게 자비를 배푸시어 제 영혼을 거두어 주십시오"라고 마지막 말을 남겼다고 기록하였다. 에드워드 6세는 1553년 8월 8일 웨스트민스터 사원에 안장되었다. 어린 나이의 국왕이 사망하자 당시에는 독살을 비롯한 다양한 음모론이 뒤숭숭하게 돌았다. 섭정인 더들리가 권력에 대한 야욕으로 국왕을 독살하였다는 말들이 돌았다. 한편에서는 가톨릭 복귀를 염원하던 메리 1세가 자신의 왕위를 위해 독살하였다는 소문도 있었다. 이런 소문들은 모두 사실에 근거하였다기 보다는 반대 세력에 대한 반감에 따른 음모론이었지만, 에드워드 6세가 제인 그레이를 후계로 정하자 모두의 이목은 직계인 메리 1세가 어떻게 받아들일 것인 지로 향했다.

## 사후
에드워드 6세가 병석에 눕게 되자 더들리는 메리 1세에게 정기적으로 국왕의 상태를 알렸다. 메리 1세는 잉글랜드 정부의 통지 외에도 신성 로마 제국의 대사를 통해 별도로 상황을 파악하고 있었다. 에드워드 6세의 사망이 임박하자 더들리는 메리 1세에게 국왕의 임종을 지켜달라는 편지를 보냈다. 이에 따라 메리 1세는 런던으로 출발하였으나 지금 런던에 가면 구금될 것이라는 경고를 받는다. 메리 1세는 사태가 심상치 않음을 알고 이스트앵글리아로 발길을 옮겼다. 그 사이 더들리는 에드워드 6세의 사망 발표를 미루고 제인 그레이를 관례에 따라 런던탑으로 옮겨 즉위식을 준비하게 하였다.
7월 10일 발표된 제인 그레이의 왕위 계승 선언은 그다지 좋은 평판을 얻지 못하였다. 누가 보아도 합당한 직계를 놔두고 방계를 왕위로 올린 것은 상식적이지 않았기 때문이다. 한편 메리 1세는 이스트잉글랜드에서 군대를 모으며 자신의 권리를 되찾겠다 선언하였다. 더들리로서는 메리 1세의 신병을 확보하지 못한 것이 뼈아픈 실책이었다. 메리 1세를 위해 군대에 가담한 사람들의 상당수는 그 동안 종교 개혁에서 억압받던 가톨릭 신도들이었지만 직계의 왕위 승계를 지지하고자 가담한 사람들도 많았다. 메리 1세는 이 사태가 종교에 따른 문제가 아닌 직계와 방계의 문제라는 점을 부각시키고자 그 동안 자신의 경쟁자였던 엘리자베스를 자신의 진영에 가담시켰다. 이제 잉글랜드는 왕위계승을 두고 내전이 벌어질 상황에 처했고 7월 19일 더들리가 결전을 위해 런던을 떠난 사이 추밀원은 제인 그레이를 폐위시키고 메리 1세를 합당한 계승자로 선포하였다.
이로서 메리 1세는 전투 없이 런던에 무혈 입성할 수 있었다. 엘리자베스와 나란히 들어서는 메리 1세의 일행을 런던 시민들은 환호하였다. 8월 22일 더들리는 반역죄로 참수되었고 폐위 된 제인 그레이 역시 여러 가지 처분 방안이 논의되는 가운데 아버지인 헨리 그레이가 와이어트의 난에 가담하자 결국 처형되었다.

## 기타
마크 트웨인의 소설 <왕자와 거지>는 그를 모델로 하였다.

## 참고 문헌
- Alford, Stephen (2002), 《Kingship and Politics in the Reign of Edward VI》, Cambridge: Cambridge University Press, ISBN 978-0-5210-3971-0.
- Aston, Margaret (1993), 《The King's Bedpost: Reformation and Iconography in a Tudor Group Portrait》, Cambridge: Cambridge University Press, ISBN 978-0-5214-8457-2.
- Baumgartner, Frederic J. (1988). 《Henry II, King of France: 1547–1559》. Duke University Press.
- Brigden, Susan (2000), 《New Worlds, Lost Worlds: The Rule of the Tudors, 1485–1603》, London: Allen Lane/Penguin, ISBN 978-0-7139-9067-6.
- Carroll, Stuart (2009), 《Martyrs and Murderers: The Guise Family and the Making of Europe》, Oxford University Press.
- Dickens, A. G. (1967), 《The English Reformation》, London: Fontana, ISBN 978-0-0068-6115-7.
- Elton, G. R. (1962), 《England Under the Tudors》, London: Methuen, OCLC 154186398.
- —— (1977), 《Reform and Reformation》, London: Edward Arnold, ISBN 978-0-7131-5953-0.
- Erickson, Carolly (1978), 《Bloody Mary》, New York: Doubleday, ISBN 978-0-3851-1663-3.
- Foister, Susan (2006), 《Holbein in England》, London: Tate Publishing, ISBN 978-1-8543-7645-9.
- Guy, John (1988), 《Tudor England》, Oxford: Oxford University Press, ISBN 978-0-1928-5213-7.
- Haigh, Christopher (1993), 《English Reformations: Religion, Politics and Society Under the Tudors》, Oxford: Oxford University Press, ISBN 978-0-1982-2162-3.
- Hearn, Karen (1995), 《Dynasties: Painting in Tudor and Jacobean England 1530–1630》, New York: Rizzoli, ISBN 978-0-8478-1940-9.
- Hoak, Dale (1980), 〈Rehabilitating the Duke of Northumberland: Politics and Political Control, 1549–53〉,   Loach, Jennifer; Tittler, Robert, 《The Mid-Tudor Polity c. 1540–1560》, London: Macmillan, 29–51쪽, ISBN 978-0-3332-4528-6.
- Ives, Eric (2009), 《Lady Jane Grey. A Tudor Mystery》, Chichester, West Sussex: Wiley-Blackwell, ISBN 978-1-4051-9413-6.
- Jordan, W. K. (1966), 《The Chronicle and Political Papers of King Edward VI》, London: George Allen & Unwin, OCLC 490897602.
- —— (1968), 《Edward VI: The Young King. The Protectorship of the Duke of Somerset》, London: George Allen & Unwin, OCLC 40403.
- —— (1970), 《Edward VI: The Threshold of Power. The Dominance of the Duke of Northumberland》, London: George Allen & Unwin, ISBN 978-0-0494-2083-0.
- Loach, Jennifer (1999),  Bernard, George; Williams, Penry, 편집., 《Edward VI》, New Haven, CT: Yale University Press, ISBN 978-0-3000-7992-0.
- Loades, David (1996), 《John Dudley Duke of Northumberland 1504–1553》, Oxford: Clarendon Press, ISBN 978-0-1982-0193-9.
- —— (2004), 《Intrigue and Treason: The Tudor Court, 1547–1558》, London: Pearson Longman, ISBN 978-0-5827-7226-7
- —— (2009), 《Henry VIII: Court, Church and Conflict》, The National Archives, ISBN 978-1-9056-1542-1
- Lydon, James (1998), 《The Making of Ireland: A History》, London: Routledge, ISBN 978-0-4150-1347-5.
- MacCulloch, Diarmaid (2002), 《The Boy King: Edward VI and the Protestant Reformation》, Berkeley: University of California Press, ISBN 978-0-5202-3402-4.
- Mackie, J. D. (1952), 《The Earlier Tudors, 1485–1558》, Oxford: Clarendon Press, OCLC 186603282.
- Rowlands, John (1985), 《Holbein: The Paintings of Hans Holbein the Younger》, Boston: David R. Godine, ISBN 978-0-8792-3578-9.
- Scarisbrick, J. J. (1971), 《Henry VIII》, London: Penguin, ISBN 978-0-1402-1318-8.
- Skidmore, Chris (2007), 《Edward VI: The Lost King of England》, London: Weidenfeld & Nicolson, ISBN 978-0-2978-4649-9.
- Somerset, Anne (1997), 《Elizabeth I》, London: Phoenix, ISBN 978-1-8421-2624-0.
- Starkey, David (2001), 《Elizabeth. Apprenticeship》, London: Vintage, ISBN 978-0-0992-8657-8.
- —— (2002), 《The Reign of Henry VIII》, London: Vintage, ISBN 978-0-0994-4510-4.
- —— (2004), 《Six Wives: The Queens of Henry VIII》, London: Vintage, ISBN 978-0-0994-3724-6.
- Strong, Roy (1969), 《Tudor and Jacobean Portraits》, London: HMSO, OCLC 71370718.
- Tittler, Robert (1991), 《The Reign of Mary I》, London: Longman, ISBN 978-0-5820-6107-1.
- Wormald, Jenny (2001), 《Mary, Queen of Scots: Politics, Passion and a Kingdom Lost》, London: Tauris Parke, ISBN 978-1-8606-4588-4.
- Bush, M. L. (1975). 《The Government Policy of Protector Somerset》. London: Edward Arnold. OCLC 60005549.
- Davis, Catharine (2002). 《A Religion of the Word: The Defence of the Reformation in the Reign of Edward VI》. Manchester: Manchester University Press. ISBN 978-0-7190-5730-4. OL 7839978M.
- Hoak, Dale (1976). 《The King's Council in the Reign of Edward VI》. New York: Cambridge University Press. ISBN 978-0-5212-0866-6. OL 21320152M.
- Loades, David (2000). “The reign of Edward VI: An historiographical survey”. 《Historian》 67 (1).
- MacCulloch, Diarmaid (1996). 《Thomas Cranmer》. New Haven, CT: Yale University Press. ISBN 978-0-3000-7448-2. OL 812374M.
- Pollard, Albert Frederick (1900). 《England Under Protector Somerset: An Essay》. London: K. Paul, Trench, Trübner. OCLC 4244810. OL 6920476M.
- Pollard, Albert Frederick (1911). 〈Edward VI.〉. 《브리태니커 백과사전》 8 11판.
- Richardson, R. E. (2007). 《Mistress Blanche, Queen Elizabeth I's Confidante》. Logaston Press. ISBN 978-1-9043-9686-4.
- Wernham, R. B. Before the Armada: the growth of English foreign policy, 1485–1588 (1966).

| 전 대 헨리 8세 | 영국의 군주 1547년 - 1553년 | 후 대 제인 그레이 |